# 暴裂无声
《暴裂无声》是忻钰坤编剧并导演的一部中文电影，于2018年4月4日在中国大陆正式上映。原先片名是《山野追踪》、《恶人》、《寻山》。电影講述了一位矿工在寻找失踪儿子的过程中与一位寻找失踪女儿的律师和不择手段的煤矿老板之间的互动，并借此反映社会中小人物的抗争和悲剧。

## 剧情概括
矿工张保民是个哑巴，性情倔强不妥协。一天，妻子翠霞告诉在外打工的张保民，儿子张磊两天前放羊时失踪。心急如焚的张保民踏上寻找儿子的路。矿场老板昌万年的手下大金等人在霸占别家矿场时，与矿场工人发生冲突。正在寻子的张保民卷入其中，他砸破了昌万年汽车的前挡风玻璃。
昌万年是一个心狠手辣的人，表面上关爱学生热心公益，暗地里黑白道通吃，为了控制更多的煤矿不择手段。实际上，正是昌万年在射箭娱乐时误杀了张保民的儿子，并伙同在场的律师徐文杰将尸体藏在山洞中，隐瞒真相。
昌万年通过手下的汇报了解到意外卷入斗殴的张保民正在寻找失踪儿子时，内心产生一丝怀疑。在和张保民见面并确信正是自己误杀了他的儿子张磊后，昌万年还是选择隐瞒真相，但出于愧疚没有向张保民索赔前挡风玻璃的维修费。
张保民怀疑昌万年知道他儿子的去向，便跟踪他的手下大金，并意外发现了大金的车上有个疑似装了小孩的麻袋。在经过一番打斗后，张保民带着这个麻袋躲藏于一个山洞中。张保民确认麻袋中是一个女孩，并不是自己的儿子。在躲避大金等人追捕的过程中，张保民联系上女儿媛媛的父亲，正是徐文杰。
原来，昌万年怀疑徐文杰藏着他非法采矿和杀人的证据，指示手下绑架了徐文杰的女儿媛媛以威胁他。丢失媛媛后，大金等人手足无措。大金欺骗张保民是昌万年绑架他的儿子，假意提出用张磊交换回媛媛。张保民还是决定帮助律师平安地带回女儿，自己去昌万年的公司寻找儿子。于是，三人怀揣着不同的目的，来到了山洞附近对峙。最后，律师成功地找回了自己的女儿，却选择和昌万年继续隐瞒了张保民儿子的死亡。

## 演员表[2]
| 演员   | 角色   | 简介                                             |
| ------ | ------ | ------------------------------------------------ |
| 宋 洋  | 张保民 | 哑巴矿工，脾气火爆，喜欢动手解决问题             |
| 姜 武  | 昌万年 | 弘昌矿业董事长，表面上热心公益，实际黑白两道通吃 |
| 袁文康 | 徐文杰 | 律师                                             |
| 谭 卓  | 翠 霞  | 张保民妻子，张磊母亲。身体有病，常年吃药。       |
| 王梓尘 | 大 金  | 昌万年手下、打手                                 |
| 安 琥  | 李水泉 | 矿场老板。矿场被昌万年霸占。                     |

## 评价
“它（〈暴裂无声〉）既具备了导演忻钰坤强烈的个人表达，又有着相对规范的黑色犯罪类型片的叙事逻辑。”
《暴裂无声》聚焦于人性善恶和社会病灶，蕴含了对各个阶层生存状态的隐喻和对底层群体的关怀。
《暴裂无声》在三个主要角色和三条故事线的平衡方面表现得不尽如人意，尤其是昌万年这个角色有些脸谱化。

## 奖项
影片获得第二届澳门国际影展评审团特别奖和最佳男主角奖。